# Kanał Morza Północnego
Kanał Morza Północnego (niderl. Noordzeekanaal) – kanał żeglugowy w zachodniej Holandii, zbudowany w latach 1865–1876, o długości 27 km. Kanał ten łączy port nad zbiornikiem IJsselmeer i port amsterdamski z Morzem Północnym.